# Bevor der Winter kommt (2013)
Bevor der Winter kommt ist ein französisches Filmdrama von Philippe Claudel aus dem Jahr 2013.

## Handlung
Paul Natkinson ist ein erfolgreicher Neurochirurg. Er ist seit vielen Jahren mit Lucie verheiratet; ihr Sohn Victor hat mit seiner Frau Caroline die kleine Tochter Emma. Der beste Freund der Familie, Gérard, arbeitet als Psychiater in derselben Klinik. „Sorgenkind“ der Familie ist Mathilde, Lucies Schwester, die wegen psychischer Probleme immer wieder in die Psychiatrie eingewiesen wird.
Eines Tages wird Paul bei einem Barbesuch von der jungen Kellnerin Lou angesprochen. Sie gibt vor, ihn zu kennen, habe er bei ihr doch einst eine Blinddarmoperation durchgeführt. Er verneint, da er Hirnchirurg ist. Nach der kurzen Begegnung erhält Paul immer wieder rote Rosen zugeschickt. Sie werden in der Klinik für ihn abgegeben, auf sein Auto gelegt und auch bei ihm zuhause abgegeben. Paul und Lucie rätseln, wer der Absender sein könnte. 
Wenig später trifft Paul auf der Straße Lou wieder, die ihn erneut anspricht. Er jedoch reagiert genervt und lässt sie stehen. Auf einem Liederabend, den Paul mit Lucie besucht, sieht er Lou im Publikum. Als er sie am nächsten Tag rote Rosen kaufen sieht, eilt er in den Blumenladen und fordert sie auf, ihn in Ruhe zu lassen. Lou ist jedoch mit einer Freundin im Laden, die entgegnet, dass sie, und nicht Lou, die Rosen kaufen wollte. Am Abend passt Paul Lou an ihrem Café ab und entschuldigt sich bei ihr. Beide gehen etwas trinken und sie erzählt ihm von sich. Sie sei Kunststudentin, liebe Museen und lebe allein in Frankreich. Ihre wohlhabende Mutter sei mit ihrem amerikanischen Mann zurück nach Marokko gegangen. Sie tauschen ihre Telefonnummern aus.
Paul steht kurz vor einer komplizierten Hirnoperation bei Frau Malek. Sie berichtet ihm von ihrer Familie, die aus Polen kam und im Zweiten Weltkrieg getötet wurde. Sie allein überlebte und ist nun froh, dass sie die Namen ihrer Familie an einen anderen Menschen weitergegeben hat, falls sie sterben oder das Gedächtnis verlieren sollte. Auf der Heimfahrt muss Paul eine Umleitung fahren und durchquert so ein Rotlichtviertel, in dem er Lou zu erkennen glaubt. Bei der Operation am nächsten Tag ist er unkonzentriert und fahrig und wird schließlich von der Ärztin Zoé Gassard abgelöst. Klinikleiter Denis rät Paul, Urlaub zu nehmen. 
Als Zoé seine Vertretung übernimmt, sieht Paul, wie Lou Gérards Behandlungszimmer verlässt. Er will von Gérard wissen, was sie bei ihm gesucht habe, doch der beruft sich auf die ärztliche Schweigepflicht. Es kommt zum Streit. Paul rennt Lou schließlich nach, doch macht sie ihm auf offener Straße eine Szene und ruft den Passanten zu, dass er sie für eine Prostituierte hält. Er trifft sie wieder, als er mit seiner Enkelin im Park spazieren geht. Lou entschuldigt sich bei ihm für ihr Verhalten. Bevor beide weiterreden können, erscheint Caroline, um Emma abzuholen. Lou verabschiedet sich bewusst vertraut von Paul, küsst ihn auf die Wange und duzt ihn. Paul und Caroline reagieren verblüfft. 
Bei einem Familientreffen berichtet Caroline dann Lucie von der Begegnung im Park. Paul jedoch sieht keinen Grund, sich mit Lucie auszusprechen.
Paul sucht erneut das Rotlichtviertel auf, wo Lou zu ihm in den Wagen steigt. Sie erklärt ihm, dass sie sich gelegentlich prostituiere, um nicht auf das Geld ihrer Familie angewiesen zu sein. Hin und wieder verspüre sie Selbsthass. Paul will ihr helfen. Er schildert ihr, dass er ohne Vater aufgewachsen sei, der Amerikaner und bei der NATO war, Frankreich jedoch verlassen hat, als Paul zwei Monate alt war. Lou fragt ihn, ob er sie verlassen werde. 
Pauls Verhältnis zu Lucie wird mit der Zeit distanzierter, er weicht ihren Fragen aus und wirft ihr vor, ihn zu überwachen. Sie verfolgt eines seiner heimlichen Telefongespräche zurück und erfährt so, dass ihre Konkurrentin Lou Vallée heißt. 
Bei einem Spaziergang mit Lou stellt Paul fest, dass er kein sexuelles Interesse an Lou hat, sondern es einfach genießt, frei und ohne besonderen Grund mit einer anderen Person zusammen zu sein. Lou geht, als er auf ihr offensives Angebot, sie zu küssen, nicht eingeht. Lucie wiederum hat beide beobachtet und wirft Paul vor, sie zu betrügen. Paul packt daraufhin seine Sachen und zieht in ein Hotel. Vergeblich versucht er in der nächsten Zeit, Lou zu erreichen. Sie ist nicht auf Arbeit und an ihrer Universität unbekannt. Heimlich verschafft er sich Zugang zu Gérards Computer und erfährt aus der Patientenakte ihre Anschrift. Er trifft sie in ihrer Wohnung an. Sie ist krank, nimmt seine Hilfe nicht an und entschuldigt sich bei ihm. Gemeinsam hören sie sich eine Musikaufnahme ihrer Großmutter an, bevor Paul auf ihre Aufforderung hin geht. 
In einer Bar trifft er sich mit Gérard, der nicht verstehen kann, warum Paul sein Leben infrage stellt. Gérard deutet an, dass er schon immer in Lucie verliebt war und an Pauls Stelle treten würde, wenn er denn könnte. Paul jedoch macht deutlich, dass er Lucie nie zu lieben aufgehört hat.
Überraschend wird Paul am Abend von zwei Polizisten abgeholt und zu Lous Wohnung gebracht. Sie hat sich in der Badewanne die Pulsadern aufgeschnitten und ist verblutet. Paul wird zu Lou und seiner Beziehung zu ihr befragt. Er verneint eine sexuelle Beziehung zu ihr und meint, sie habe ihn die Zeit zurück auf Anfang drehen lassen. Durch sie sei er wieder jung geworden und habe das Gefühl bekommen, an einen Punkt zurückzukehren, an dem Beziehungen erst anfangen. Paul erfährt nun, dass Lou mit einer Freundin zusammen seit dem 15. Lebensjahr auf Männerfang geht und ihre Freier am Ende umbringt. Ihr wirklicher Name sei Sabiah Laraoui und sie stamme aus einer armen Familie im Norden Frankreichs. Paul ist vor den Kopf gestoßen. Lucie holt ihn von der Polizei ab.
Einige Zeit später sitzt Paul mit seinen Freunden in geselliger Runde zusammen. Gérard erzählt, dass es auf den Tag genau 34 Jahre her sei, dass er, Paul und Lucie sich zum ersten Mal getroffen haben. Paul will Zigarren holen und entdeckt in seiner Manteltasche die Musikaufnahme, die Lou ihm bei ihrem letzten Treffen vorgespielt hat. Er legt die Kassette ein und hört eine Aufnahme von ihr – das Lied vom Klatschmohn (Comme un p’tit coquelicot, Wie ein kleiner Klatschmohn), der den Vergissmeinnicht und den Rosen vorzuziehen sei.

## Produktion

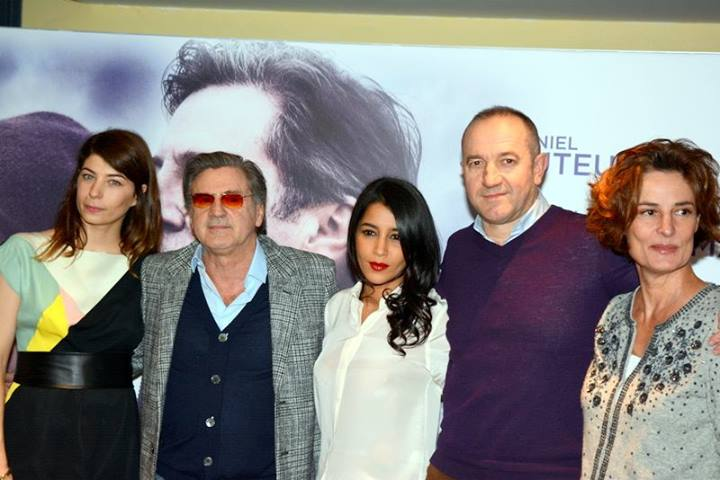
Anne Metzler, Daniel Auteuil, Leïla Bekhti, Philippe Claudel und Laure Killing (v. l. n. r.) auf der Vorpremiere des Films am 26. November 2013

Bevor der Winter kommt war nach So viele Jahre liebe ich dich und Tous les soleils der dritte Film, bei dem Philippe Claudel Regie führte. Er bezeichnete diesen Film als sehr persönlich und teilweise autobiografisch, so habe er sich in der Figur des zweifelnden Paul wiedergefunden, die er jedoch für Daniel Auteuil geschrieben habe. Auteuil stimmte erst nach einem Jahr Bedenkzeit zu, die Rolle zu übernehmen, da er befürchtete, dass sie ihn seelisch zu sehr belasten würde.
Die Kritik begriff den Film als Fortführung von Claudels „Jahreszeiten-Filmen“, so stehe So viele Jahre liebe ich dich für den Frühling, Tous les soleils für den Sommer und Bevor der Winter kommt für den Herbst. Claudel selbst bezeichnete in diesem Zusammenhang den Herbst als seine Lieblingsjahreszeit und nannte neben Claude Sautets vor allem Alfred Hitchcocks Werk als Inspiration für diesen Film.
Der Film wurde unter anderem in Luxemburg gedreht. Die Filmbauten stammten von Samuel Deshors. Wie in seinem Regiedebüt besetzte Claudel erneut Kristin Scott Thomas mit einer Hauptrolle. Während des Drehs kam es wiederholt zu Auseinandersetzungen zwischen ihr und Claudel, sodass dieser ankündigte, zukünftig nicht mehr mit ihr drehen zu wollen.
Der Film lief am 27. November 2013 in den französischen Kinos an, wo er von rund 213.000 Personen gesehen wurde. Im April 2014 erschien der Film in Frankreich auf DVD. In Deutschland kam er am 13. November 2014 in die Kinos.

## Kritik
Le Monde befand, dass der Film Längen habe, jedoch raffiniert im Detail sei. Besonders hervorgehoben wurden die Regiearbeit mit dem den Film durchziehenden Detail der roten Rosen sowie das untadelige („irréprochable“) Spiel der Darsteller. Für Le Nouvel Observateur war der Plot eine unbewusste, aber blasse Anlehnung an Michael Hanekes Caché, der zudem Anklänge an Claude Sautets Ein Herz im Winter habe, jedoch die Qualität dieser Filme nicht erreiche. Bevor der Winter kommt besitze eine klinische Kälte, die nicht berühre. Gerhard Midding von epd Film vergab 3 von 5 Sternen und urteilte, dass „Claudel […] mit diesem Film das Erbe Claude Sautets“ mit „expliziten Verweisen und mit einer gewissen Demut“ antrete.